# Golva
Golva és una població dels Estats Units a l'estat de Dakota del Nord. Segons el cens del 2000 tenia 106 habitants.

## Demografia
Segons el cens del 2000, Golva tenia 106 habitants, 46 habitatges, i 28 famílies. La densitat de població era de 120,4 hab./km².
Dels 46 habitatges en un 30,4% hi vivien nens de menys de 18 anys, en un 56,5% hi vivien parelles casades, en un 2,2% dones solteres, i en un 39,1% no eren unitats familiars. En el 37% dels habitatges hi vivien persones soles el 13% de les quals corresponia a persones de 65 anys o més que vivien soles. El nombre mitjà de persones vivint en cada habitatge era de 2,3 i el nombre mitjà de persones que vivien en cada família era de 3,07.
Per edats la població es repartia de la següent manera: un 29,2% tenia menys de 18 anys, un 1,9% entre 18 i 24, un 27,4% entre 25 i 44, un 29,2% de 45 a 60 i un 12,3% 65 anys o més.
L'edat mediana era de 39 anys. Per cada 100 dones de 18 o més anys hi havia 102,7 homes.
La renda mediana per habitatge era de 30.000 $ i la renda mediana per família de 48.750 $. Els homes tenien una renda mediana de 25.357 $ mentre que les dones 23.125 $. La renda per capita de la població era de 18.081 $. Entorn del 8,7% de les famílies i l'11,8% de la població estaven per davall del llindar de pobresa.

## Poblacions més properes
El següent diagrama mostra les poblacions més properes.